# 圧抵抗効果
圧抵抗効果（あつていこうこうか）または、ピエゾ抵抗効果（ピエゾていこうこうか、英: piezoresistive effect）とは、半導体や金属に機械的なひずみを加えたときにその電気抵抗が変化する効果である。圧電効果（ピエゾ電気効果、英: piezoelectric effect）と比較して、圧抵抗効果は電気抵抗のみに影響を及ぼし、電位には直接の影響を及ぼさない。

## 歴史
機械的な負荷を加えたことによる金属素子の電気抵抗の変化は1856年にケルビンによって初めて発見された。単結晶シリコンがアナログ・デジタル回路の設計に使われる物質の一つとして選ばれるようになると、1954年にC. S. Smithによって、シリコンとゲルマニウムの大きな圧抵抗効果が初めて発見された。それ以降、圧力センサーや歪みセンサーとして広く使われるようになった。

## 機構
伝導物質や半伝導物質では、歪による原子間隔の変化はバンドギャップに影響を与え、電子が伝導バンドに上がり易く（若しくは物質や歪に応じて難しく）する。この結果、物質の抵抗が変化する。ある一定の範囲内の歪では、この関係性は線型であり、圧抵抗係数
{\displaystyle \rho _{\sigma }={\frac {\left({\frac {\partial \rho }{\rho }}\right)}{\varepsilon }}}
（ここで
∂ρ = 抵抗率の変化
ρ = 元の抵抗率
ε = 歪
である。）は定数になる。

### 金属の圧抵抗率
普通、金属の電気抵抗の変化は主に機械的な力を加えたことによって生じる幾何学的な変化によるものである。しかし、圧抵抗効果が小さいとはいえ、無視できないことが多い。無視できない場合、オームの法則から導出される次の簡単な抵抗の式を使うことによって計算することができる。
{\displaystyle R=\rho {\frac {\ell }{A}}}
（ここで
{\displaystyle \ell } = 伝導体の長さ [m]
{\displaystyle A} = 電流の流れる断面積 [m²]
である。）
一部の金属は、幾何的な要因による抵抗変化よりもずっと大きい圧抵抗率を示す。
例えばプラチナ合金では、圧抵抗率は2倍大きく、幾何効果と併さってひずみゲージ（歪測定器）の感度を幾何効果だけの場合と比べて3倍以上まで高めることができる。
純粋なニッケルの圧抵抗率は〜13倍大きく、幾何誘導された抵抗変化を完全に矮化してしまう。

### 半導体の圧抵抗効果
半導体の圧抵抗効果は幾何効果よりも数桁大きくなることがあり、
ゲルマニウムや多結晶シリコン、アモルファスシリコン、シリコンカーバイド、単結晶シリコンなどのような物質に見られる。
これによって非常に高い感度の半導体歪ゲージが作れる。
精密な測定では金属歪ゲージと比較して、半導体歪ゲージは一般に環境条件（特に温度）に敏感なため、扱うのが難しい。
シリコンでは、ゲージファクターは大多数の金属と比較して2桁大きい。